# Pseudanthias regalis
Pseudanthias regalis är en fiskart som först beskrevs av Randall och Lubbock, 1981.  Pseudanthias regalis ingår i släktet Pseudanthias och familjen havsabborrfiskar. IUCN kategoriserar arten globalt som sårbar. Inga underarter finns listade i Catalogue of Life.